# Paolo Bernardini (attore)
Paolo Bernardini (Verviers, 17 dicembre 1981) è un attore italiano.

## Biografia
Nato nel 1981 in Belgio, tra il 2003 e il 2005 frequenta il Centro sperimentale di cinematografia, dove consegue il diploma, girando nello stesso periodo molti cortometraggi.
Nel 2002 debutta in teatro con The Rocky Horror Show, per la regia di Daniela Venanzangeli che l'anno seguente lo dirige nel musical Hair. Successivamente recita in: La questione g, Intermittenze, Confusioni, Fremiti vocali, Crimini e forti sospetti in città e infine in Mama affaire.
Nel 2006 esordisce sul grande schermo con il film Notte prima degli esami - Oggi, regia di Fausto Brizzi. Nel 2007 è nuovamente sugli schermi cinematografici con tre film: Ho voglia di te, diretto da Luis Prieto, Scrivilo sui muri, regia di Giancarlo Scarchilli, e Cemento armato, opera prima di Marco Martani, in cui interpreta il ruolo di Puccio.
Nel 2008 appare su Rai 2 nel film TV Noi due, regia di Massimo Coglitore, tratto dal romanzo di Enrico Brizzi, Jack Frusciante è uscito dal gruppo, di cui nel 1996 è uscito il film omonimo. Nello stesso anno ritorna sul grande schermo con il film Ultimi della classe, regia di Luca Biglione. Inoltre lavora come doppiatore della versione italiana del film di animazione di Mark Osborne e John Stevenson, Kung Fu Panda, ed esordisce come conduttore televisivo con i programmi Nicklist, Camp Orange 2008/2009 e i Kids Choice Awards 2008, entrambi in onda su Nickelodeon.
Dal 2017 è volto della campagna pubblicitaria Trivago.
Nel 2019 entra nella soap opera Il paradiso delle signore, nel ruolo dello stilista italo-francese Vincent Defois.
Attualmente compare nella pubblicità dello shampoo Head and Shoulders con la famosa frase sulla forfora "Non ce l'ho: la prevengo!".

## Teatro
- The Rocky Horror Show, regia di Daniela Venanzangeli
- Hair, regia di Daniela Venanzangeli
- La questione g, regia di D. Grassetti
- Intermittenze, regia di F. Vecchi
- Confusioni, regia di A. Piccardi
- Fremiti vocali, regia di P. Cuomo
- Crimini e forti sospetti in città, regia di Elisa Torri
- Mama affaire, regia di G. Carbotti

## Filmografia

### Cinema
- Niente storie, registi vari  (2006)
- Notte prima degli esami - Oggi, regia di Fausto Brizzi (2006)
- Ho voglia di te, regia di Luis Prieto  (2007)
- Scrivilo sui muri, regia di Giancarlo Scarchilli (2007)
- Cemento armato, regia di Marco Martani (2007)
- Ultimi della classe, regia di Luca Biglione (2008)
- Non c'è tempo per gli eroi, regia di Andrea Mugnaini
- In Search of Fellini, regia di Taron Lexton (2016)
- Tutti i soldi del mondo (All the Money in the World), regia di Ridley Scott (2017)
- 30 anni (di meno), regia di Mauro Graiani (2024)

### Cortometraggi
- Chernobyl, regia di Franco Dipietro (2015)

### Televisione
- Noi due, regia di Massimo Coglitore – film TV (2008)
- R.I.S. - Delitti imperfetti – serie TV, episodio 4x08 (2008)
- Il delitto di Via Poma, regia di Roberto Faenza – film TV (2011)
- Distretto di Polizia – serie TV, episodio 11x07 (2011)
- R.I.S. Roma - Delitti imperfetti – serie TV, episodio 3x08 (2012)
- Rosy Abate - La serie – serie TV, episodio 1x01 (2017)
- Il paradiso delle signore – soap opera (2019)
- Il sogno di Valentina (Very Valentine), regia di Menhaj Huda – film TV (2019)
- Il velo nuziale - Viaggio a Venezia (The Wedding Veil Unveiled), regia di Terry Ingram – film TV (2022)
- Se mi lasci ti sposo, regia di Matteo Oleotto – film TV (2022) - ciclo Purché finisca bene
- Mameli - Il ragazzo che sognò l'Italia, regia di Luca Lucini e Ago Panini – miniserie TV, episodio 2 (2024)
- Rocco Schiavone (sesta stagione) - serie TV, 3 episodi (2025)

### Videoclip
- Apriti cielo - Alessandro Mannarino (2016)